# Albert Peyron
Félix Albert Peyron (La Chapelle-en-Vercors, 10 de octubre de 1884-París, 9 de marzo de 1947) fue un médico y biólogo francés.

## Biografía
Hijo de profesores de primaria, nació el 10 de octubre de 1884 en La Chapelle-en-Vecors, comuna del departamento de Drôme. En 1902 comenzó sus estudios en la Escuela de Medicina de Marsella, dependiente de la Facultad de Medicina de Montpellier, y en 1908 empezó a trabajar de interno en el hospital de esta última ciudad, donde publicó sus primeros trabajos bajo la tutela del patólogo Henri Azelais.
Fue admitido en el Instituto Pasteur en 1913, pero desde el año siguiente tuvo que ejercer de médico en la Primera Guerra Mundial. En 1917 publicó su tesis doctoral Le paragangliome surrénal («El paraganglioma suprarrenal»), término acuñado por Azelais y él en su estancia en Marsella. Al año siguiente logró el puesto de profesor titular de anatomía patológica en la Escuela de Medicina de Marsella y, en 1919, es nombrado director de investigaciones sobre el cáncer en la École Pratique des Hautes Études, en París, actividad que compagina con la docencia. En 1936 fue la primera persona en describir un poliembrioma, tumor al que dedicó hasta diecisiete artículos hasta 1941. Mantuvo una rivalidad con el también patólogo Gustave Roussy, decano de la Facultad de la Medicina de la Universidad de París y posteriormente su rector, quien fue destituido en 1941 por el gobierno de Vichy. Cuando se propuso su readmisión, Peyron protestó contra ella y como consecuencia fue despedido del Instituto Pasteur en 1942 y transferido al Instituto Arthur Vernes, donde se realizaban estudios sobre la sífilis. Tras la liberación de París, fue detenido, encarcelado y puesto en libertad provisional gracias a la intercesión de Noël Bernard, subdirector del Instituto Pasteur. Falleció en su laboratorio del Arthur Vernes el 9 de marzo de 1947.